# Sinergia Kids Game (álbum)
Sinergia Kids Games es el octavo álbum musical (y primero de música infantíl) de la banda chilena Sinergia lanzado el 29 de julio de 2019.
El proyecto de Sinergia Kids Game partió en un show en vivo hecho en la Sala SCD Plaza Egaña el 12 de agosto de 2018 el cual consistía en versionar clásicos de ellos mismos con estética de videojuegos, en el show el público interactúa con la banda y deben ganar la "Copa Gamer". Posterior a eso en el Lollapalooza Chile 2019 se volvería a presentar el ya mencionado show, tras varias presentaciones con este el 17 de mayo de 2019 se lanzaría el primer y único single del disco "Adios Chimuelo" inspirado en un video viral chileno.
El 29 de julio de 2019 se lanza el plataformas digitales el ya mencionado álbum, y el 9 de diciembre de 2019 el álbum se lanza en formato físico

## Lista de canciones
| N.º | Título                                | Duración |  |
| 1.  | «Himno Copa Gamer Sinergia»           | 1:12     |  |
| 2.  | «Mujer Robusta (Kids)»                | 2:44     |  |
| 3.  | «Lo vamo' a pasar bacán (Kids)»       | 3:35     |  |
| 4.  | «Hagalo bien Chuchuwa - Remix»        | 4:10     |  |
| 5.  | «Día del Queso (Kids)»                | 2:32     |  |
| 6.  | «Sopaipillas con Mostaza (Kids)»      | 2:41     |  |
| 7.  | «Amores de Gamers»                    | 4:50     |  |
| 8.  | «Me gusta Me gusta - Remix»           | 3:20     |  |
| 9.  | «Adiós Chimuelo»                      | 2:04     |  |
| 10. | «Mi señora Miau Miau (Kids)»          | 3:20     |  |
| 11. | «Himno Copa Gamer Sinergia - Karaoke» | 1:12     |  |